# Нагорная Вышенка
Нагорная Вышенка  — деревня в составе Мичуринского сельского поселения Чамзинского района Республики Мордовия.

## География
Находится на расстоянии примерно 14 километров по прямой на север от районного центра поселка  Чамзинка.

## История
Известна с 1863 года, когда она была учтена как  владельческая деревня Ардатовского уезда из 11 дворов, название со временем варьировалось от Вышенки до Вишенки.

## Население
Постоянное население составляло 12 человек (русские 100%) в 2002 году, 3 в 2010 году .